# Балатон (Минесота)
Балатон (енгл. Balaton) град је у америчкој савезној држави Минесота.

## Демографија
По попису из 2010. године број становника је 643, што је 6 (0,9%) становника више него 2000. године.
| Група             | 2000.       | 2010.       |
| Белци             | 628 (98,6%) | 617 (96,0%) |
| Афроамериканци    | 0 (0,0%)    | 3 (0,5%)    |
| Азијати           | 0 (0,0%)    | 0 (0,0%)    |
| Хиспаноамериканци | 5 (0,8%)    | 11 (1,7%)   |
| Укупно            | 637         | 643         |